# إيفان كينغ
إيفان كينغ (بالإنجليزية: Evan King)‏ هو لاعب كرة مضرب أمريكي، ولد في 25 مارس 1992 في شيكاغو في الولايات المتحدة.

## وصلات خارجية
- إيفان كينغ على موقع رابطة محترفي التنس (الإنجليزية)
- إيفان كينغ على موقع الاتحاد الدولي لكرة المضرب (الإنجليزية)
- إيفان كينغ على موقع خلاصة التنس.كوم (الإنجليزية)
- إيفان كينغ على موقع إي إس بي إن.كوم (الإنجليزية)